# ناحیه جان استون، میشیگان
ناحیه جان استون (به انگلیسی: Johnstown Township) یک منطقهٔ مسکونی در ایالات متحده آمریکا است که در شهرستان بری، میشیگان واقع شده‌است.
 ناحیه جان استون ۹۴٫۵ کیلومتر مربع مساحت و ۳٬۰۰۸ نفر جمعیت دارد و ۲۸۰ متر بالاتر از سطح دریا واقع شده‌است.